# Операція «Цитронелла»
Операція «Цитронелла» (англ. Operation Zitronella), також операція «Сицилія» (нім. Unternehmen Sizilien) — кодова назва військово-морської операції Крігсмаріне із зухвалого рейду на норвезький архіпелаг Шпіцберген у вересні 1943 року за часи Другої світової війни. 8 вересня 1943 року потужне німецьке флотське угруповання у складі лінкорів «Тірпіц», «Шарнгорст» та дев'яти есмінців атакувало норвезький острів Шпіцберген. Поки лінкори нейтралізували слабку берегову оборону, есмінці висадили піхотний батальйон 230-ї піхотної дивізії у Баренцбурзі, вигнавши звідсіля норвезький гарнізон Лонг'їра і знищивши заводи з виробництва електроенергії та склади сировини й матеріалів. Рейд, фактично єдине бойове використання «Тірпіца» за всю історію його служби, завершився наступного дня, коли німці посадили на борт свої війська та повернулися на базу.

## Історія

### Передумови
У ході Другої світової війни архіпелаг Шпіцберген був ареною кількох військових операцій. У серпні 1941 року британські, канадські та вільні норвезькі сили висадилися на архіпелазі при проведенні операції «Гонтлет» з метою знищення об'єктів вугільної промисловості, супутнього обладнання та запасів. Жодної спроби створити гарнізон не було вжито, а цивільне населення було евакуйоване. Нацистська Німеччина розгорнула в Арктиці метеорологічні станції для покращення прогнозів погоди, життєво важливих для дій її флоту проти союзницьких конвоїв, що прямували Атлантикою та з Великої Британії до СРСР. Доктор Еріх Етьєн, колишній полярний дослідник, керував розгортанням такої станції на островах. Найлипшим місцем для створення було обрано Авдентфіорд (норв. Adventfjorden) через його широку долину, безпечніші підходи та зручний майданчик для посадки літаків. Підґрунтя з алювіального гравію було прийнятним для влаштування злітно-посадкової смуги, а південно-східна орієнтація височини не перешкоджала радіозв'язку з Банаком у Норвегії; неподалік було поселення Лонг'їр. Місце отримало кодову назву «Бансо» (Bansö, від Banak і Spitzbergen Öya). 25 вересня почалися поромні рейси людей, обладнання та припасів.
Британці за допомогою «Ультра» відстежили з Блечлі-Парку появу німецької метеостанції, і чотири британські тральщики були направлені для з'ясування ситуації та 19 жовтня досягли Ісфіорда. Екіпаж літака метеорозвідки Wettererkundungsstaffel «Векуста 3» помітив кораблі, і тридцять людей з Авдентфіорду були швидко доставлені в безпечне місце за допомогою літака та двох транспортних літаків Junkers Ju 52. Адвентфіорд був безлюдним, коли прибули британці, але деякі кодові книги було знайдено. Коли британські кораблі пішли німці повернулися.
29 жовтня 1941 року Ганс Кноеспель і п'ять метеорологів були доставлені Крігсмаріне в Сігнегамну, невелику бухту Ліллієхокфіорда, відгалуження Кроссфіорда на північному заході Шпіцбергена. Автоматична метеостанція (Kröte) з термометром, барометром, передавачем і батареями прибула в Банак, щоб її відправити в «Бансо», а групу Молл повернути назад. Через сприятливу погоду знадобилося здійснити ротацію до 12 травня, і Heinkel He 111 і Junkers Ju 88 були відправлені з припасами та техніками для встановлення Kröte. У квітні 1942 року спеціальні сили союзників провели операцію «Фрітам» — висадку норвезьких військ у Баренцбурзі для окупації островів. Але, операція зазнала катастрофи, тим не менш до літа 1943 року пізніші операції союзників «Гірбокс» і «Гірбокс» II забезпечили союзникам контроль над островами.
У свою чергу влітку 1942 року Крігсмаріне вирішило евакуювати метеостанцію Кноспе, оскільки сезон, коли не було льоду, зробив її вразливою для атак союзників. Підводний човен U-435 (капітан-лейтенант Зігфрид Штрелов) отримав наказ забрати з бази шістьох людей. 23 серпня 1942 року Штрелов взяв на борт групу в Кроссфіорді на півострові Мітра й не зустрічаючи спротиву союзників, 31 серпня прибув до Нарвіка.
Командування німецького флоту спланувало операцію за участю найпотужніших надводних кораблів ВМС, що діяли в арктичних водах. Для проведення операції «Цитронелла» було сформовано флотське угруповання з лінкорів «Тірпіц», «Шарнгорст», яких прикривали дев'ять ескадрених міноносців 4-ї, 5-ї та 6-ї флотилій есмінців Крігсмаріне. 6 вересня на борт есмінців піднялися військові піхотного батальйону 349-го гренадерського полку 230-ї піхотної дивізії, які мали діяти в ролі морського десанту. До 8:00 ранку 7 вересня угруповання було на половині шляху до острова Ведмежий. Увечері було отримано повідомлення про те, що британський літак-розвідник пролетів над Альтфіордом о 16:45, коли кораблі були лише за 400 км (250 миль) від Шпіцбергена, а британці були на відстані досяжності у п'ятдесят годин, навіть на повній швидкості.

### Бій
О 3:00 ночі 8 вересня «Шарнгорст» і есмінці 5-ї і 6-ї флотилій висадили війська в Адвентфіорді, а «Тірпіц» і 4-та флотилія відпливли до Баренцбурга. «Тірпіц» йшов з білим прапором як хитрість. Незадовго до того, як кораблі відкрили вогонь, німці перехопили радіограму норвезьких військових з Ґронфіорду про те, що до острову прибули три крейсери та сім есмінців; «Тірпіц» почав глушити частоту, але не міг визначити, чи повідомлення заблоковано. О 4:00 ранку відповідь з Рейк'явіка довела, що повідомлення таки було отримано, і «Тірпіц» обстріляв район, звідкіля велася передача, снарядами головного калібру. За підтримки вогню восьми 15-дюймових гармат «Тірпіца» в Баренцбурзі (52 15-дюймових і 82 5,9-дюймових снарядів) і дев'яти 11-дюймових гармат «Шарнгорста» проти двох 3-дюймових гармат норвезьких захисників в Лонг'їрі, міноносці висадили батальйон своїх військ. Норвезькі гармати було виведено з ладу, а відвали вугілля, запаси їжі, води та генератори електроенергії знищено. Коли Z29, Z31 і Z33 маневрували в Ґренфіорді, щоб висадити війська в Баренцбурзі, вони підпливли до «Тірпіца», і стрільці з двох 40-мм гармат «Бофорс» скористалися нагодою та випустили близько 150 снарядів по есмінцях, які відійшли вбік, щоб дати «Тірпіцу» можливість вести вогонь. Z29 і Z33 були пошкоджені, Z33 навіть довелося взяти на буксир. Залп із дванадцяти снарядів заглушив гармати «Бофорс». «Тірпіц» обстріляв з головних гармат вугільну шахту в Героддені та підпалив її. Повідомлення від Z29 змусило «Тірпіца» плисти далі в Ґренфіорд, випустити ще 20 снарядів і о 5:00 ранку Йоганнессон доповів, що війська висадилися, як було заплановано.
Норвежці, що залишилися в живих, втекли у внутрішні райони острову, використовуючи палаючий вугільний терикон як укриття, коли десант захопив об'єкти в Баренцбурзі. Кумметц був стурбований радіоповідомленням, яке встигли передати норвежці, підозрюючи, що якщо британський Домашній Флот уже був у морі, то це кардинально змінює розклад сил. Тому адмірал віддав наказ прискорити посадку піхоти на кораблі до 11:00 ранку. «Шарнгорст» поплив далі в Ісфіорд до Лонгйорбюена і о 5:12 ранку доповів, що норвежці були розбиті. О 7:00 ранку командир піхотного підрозділу оберст Вендте доповів, що знищення об'єктів буде завершено до 8:00 ранку. Після методичного обстрілу німецькі кораблі об 11:00 прийняли на борт десант, полонених і вийшли в море, а «Тірпіц» випустив ще вісім снарядів по складах боєприпасів і палива за межами Баренцбурга. Проблеми з одним з летючих човнів призвело до затримки «Тірпіца» до 12:00, після чого німецькі кораблі пішли зі швидкістю 19 вузлів (35 км/год). Норвежці відремонтували радіостанцію і передали повідомлення, що призвело до того, що з Скапа-Флоу відплив Домашній флот, але занадто пізно, щоб перехопити німецькі кораблі, які повернулися на базу 9 вересня.